# Dorotheenstraße 10 (Bad Homburg)

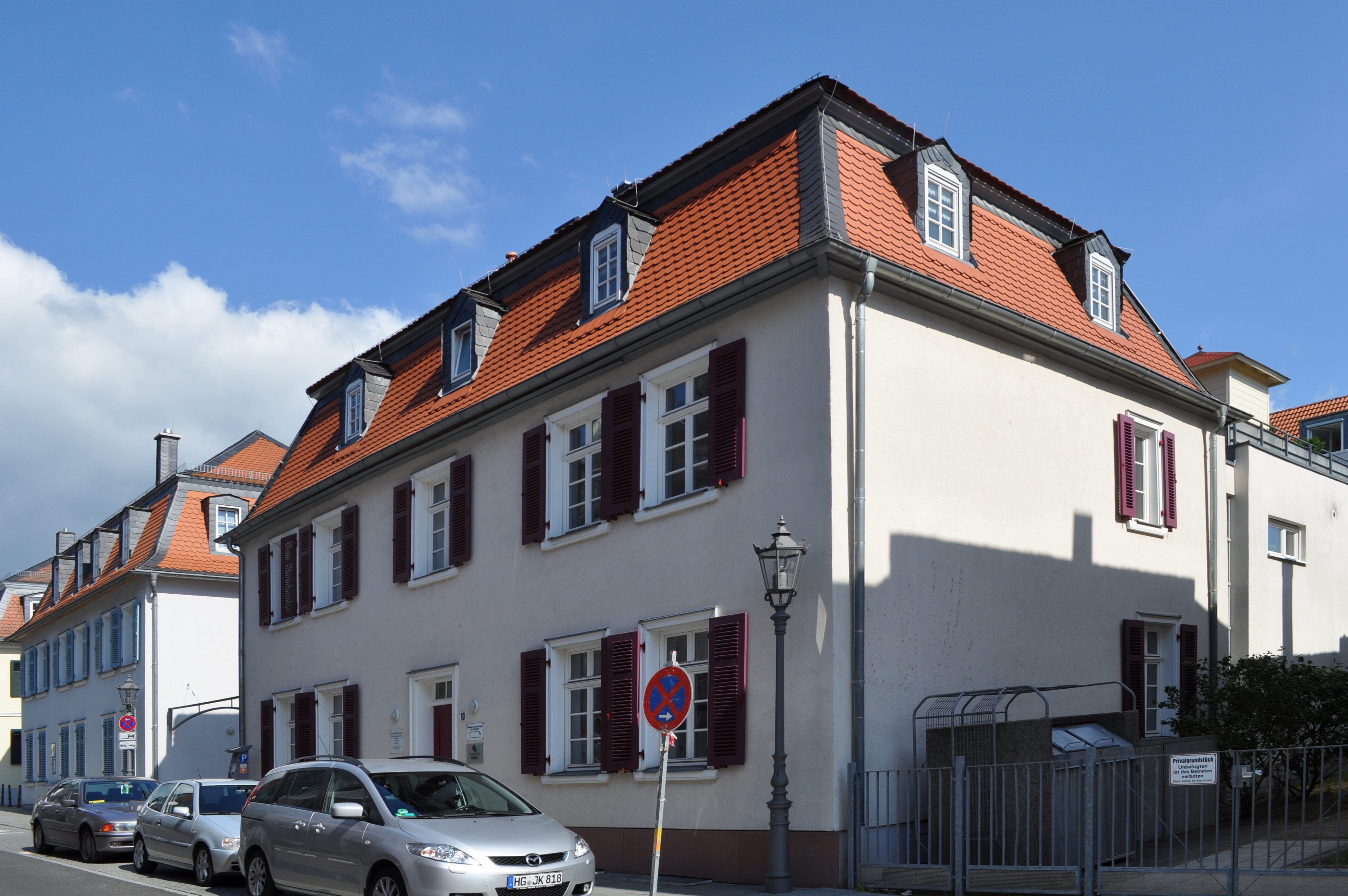
Dorotheenstraße 10

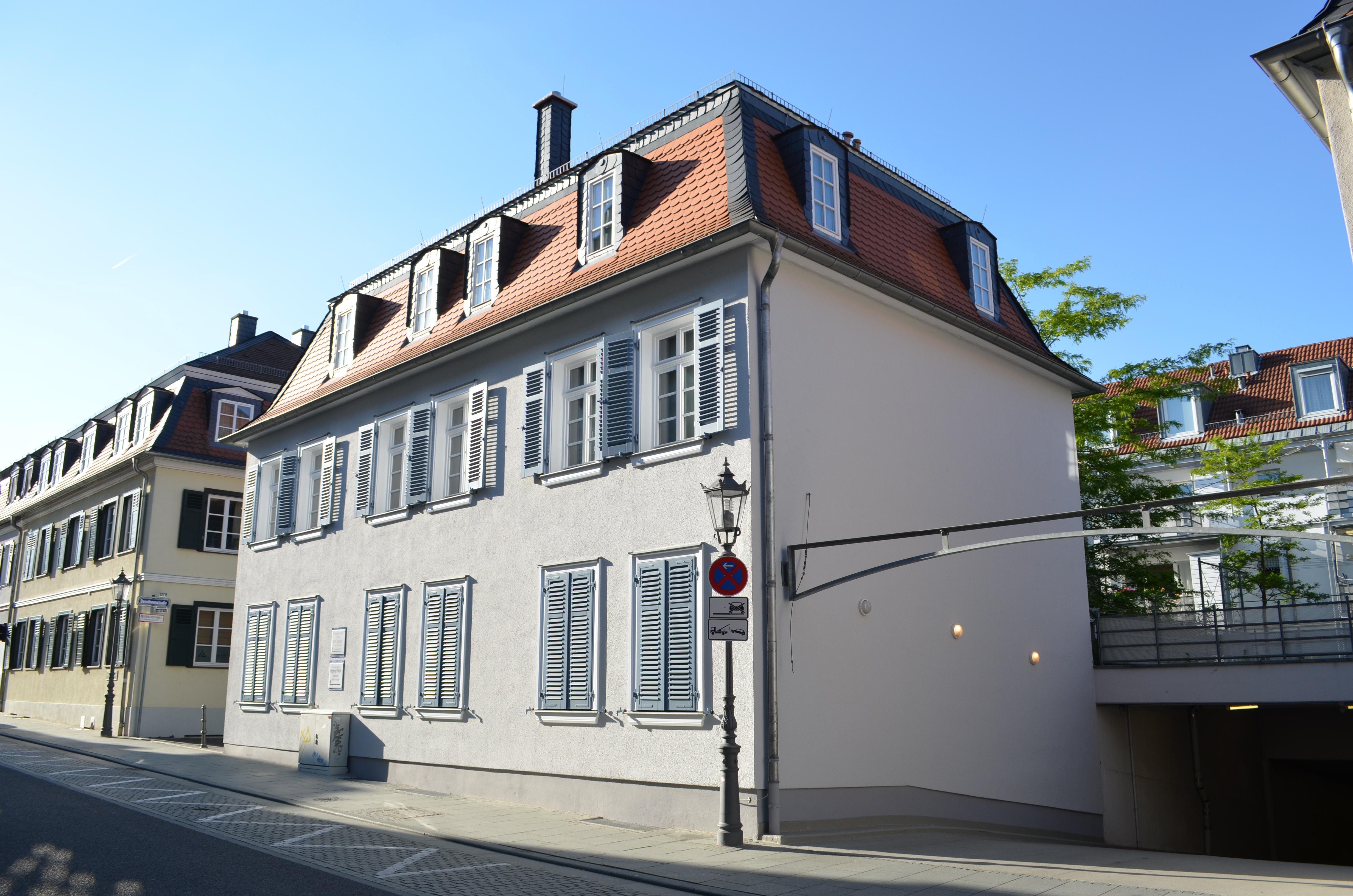
Dorotheenstraße 8 (Neubau)

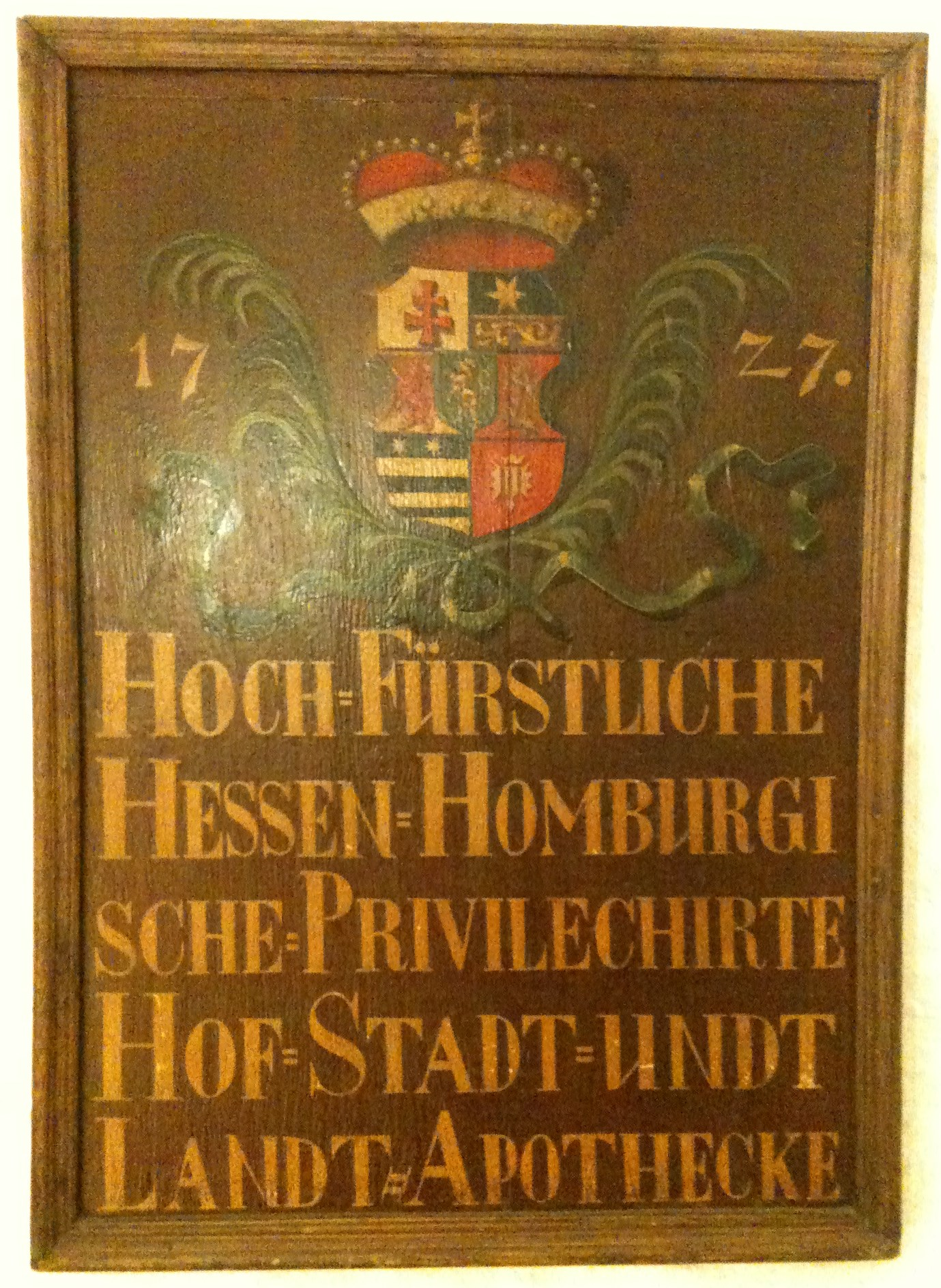
Schild der Hochfürstlichen Apotheke (1727)

Das denkmalgeschützte Haus Dorotheenstraße 10 in der Dorotheenstraße in Bad Homburg vor der Höhe wurde 1716 als Wohnhaus und Apotheke erbaut, war Sitz der Hutfabrik Ph. Möckel, der Erfinderin des Homburg und ist heute privates Wohnhaus.

## Hof-Apotheke
In Bad Homburg bestand bereits die Apotheke „Zum Engel“ am heutigen Schulberg in der Altstadt. Dennoch bewarb sich Zacharias Müller um ein landgräfliches Privileg zur Eröffnung einer zweiten Apotheke in der 1.200 Einwohner zählenden Residenzstadt der Landgrafschaft Hessen-Homburg. Landgraf Friedrich III. erteilte diese Genehmigung unter der Maßgabe, Müller müsse ein kombiniertes Wohn- und Geschäftshaus in der Dorotheenstraße errichten. Der Bau kostete 3.000 Gulden und wurde 1716 eingeweiht. Die Hofapotheke zum Schwanen blieb 117 Jahre lang im Familienbesitz. 1829 verlegte Dr. C. A. Müller die Apotheke in das Eckgebäude Louisenstraße 55/Waisenhausplatz.
In der Folge wurde das Haus Dorotheenstraße 10 als Wohnhaus genutzt.

## Hutfabrik
1806 zog der Hutmacher Philipp Möckel als Mieter in das Haus Dorotheenstraße 8. Dieses 1710 erbaute Haus gehörte Jungfer Kempf. 1817 ersteigerte Möckel das Haus für 3.000 Gulden. Es blieb für 125 Jahre im Familienbesitz. Die Hutmanufaktur war erfolgreich. 1856 erwarb Philipp Möckel (der Sohn des erstgenannten) die erste Dampfmaschine der Stadt (mit 2 PS Leistung!). Mit dem prominentesten Kunden, Prinz Eduard dem späteren englischen König, der am 29. August 1882 die Fabrik besuchte, gelang endgültig der Durchbruch des „Homburg“. 1912 kaufte die Hutfabrik Möckel auch das Anwesen Dorotheenstraße 10 als Erweiterung des Fabrikgeländes.
Fabrikgelände ist wörtlich zu nehmen. Hinter den Häusern wurden Zweckbauten errichtet. Auch ein hoher Schornstein war technisch unvermeidlich (er wurde 1962 abgerissen).
1931 brach die Firma Möckel zusammen und die 250 Arbeiter verloren ihren Arbeitsplatz.

## Kartonagenfabrik und Folgenutzung
1939 wurden Dorotheenstraße 8 und 10 durch die Kartonagenfabrik Franz Becker GmbH erworben. Die Kartonagenfabrik bestand bis 1981. Die Stadt Bad Homburg erwarb die Gebäude. Während Hausnummer 8 abgerissen und nach historischem Vorbild wieder aufgebaut wurde, blieb Hausnummer 10 erhalten und wurde restauriert. Hausnummer 10 steht unter Denkmalschutz. Beide Objekte sind heute in Privatbesitz und dienen als Wohnhäuser.

## Baubeschreibung
Es handelt sich um ein barockes, zweigeschossiges Wohnhaus mit Mansardwalmdach. Das Denkmalschutzamt bewertet es als „auch im Detail gut erhalten“. Der verputzte, über massivem Sockel errichteter Fachwerkbau mit fünfachsig angelegter und in der Mitte leicht akzentuierter Hauptfassade war bis 1907 mittig an der Front erschlossen.